# Elitedivisionen 2015-16
Elitedivisionen 2015-16 (eller 3F-ligaen af sponsorårsager) er den bedste kvindelige fodboldrække for kvinder i Danmark. Den styres af DBU

## Hold
| Region      | Hold             | By       | Stadion               | Kapacitet |
| ----------- | ---------------- | -------- | --------------------- | --------- |
| Hovedstaden | Brøndby IF       | Brøndby  | Brøndby Stadion       | 29.000    |
| Hovedstaden | BSF Skovlunde    | Ballerup | Ballerup Idrætspark   | 4.000     |
| Syddanmark  | Kolding Q        | Kolding  | Mosevej Sportsplads   | 1.500     |
| Syddanmark  | Odense BK        | Odense   | Odense Atletikstadion | 8.000     |
| Syddanmark  | Vejle BK         | Vejle    | VB Parken Græs        | 1.000     |
| Midtjylland | ASA Aarhus       | Aarhus   | ASA's Idrætsanlæg     | 1.000     |
| Midtjylland | IK Skovbakken    | Aarhus   | Vejlby Stadion        | 5.200     |
| Nordjylland | Fortuna Hjørring | Hjørring | Hjørring Stadion      | 7.500     |

## Grundspil

### Stilling
| Pos | Hold             | K  | V  | U | T  | M+ | M- | MF  | P  | Kvalifikation eller nedrykning |
| --- | ---------------- | -- | -- | - | -- | -- | -- | --- | -- | ------------------------------ |
| 1   | Fortuna Hjørring | 14 | 11 | 3 | 0  | 44 | 8  | +36 | 36 | Mesterskabsslutspil            |
| 2   | Brøndby          | 14 | 10 | 3 | 1  | 60 | 8  | +52 | 33 | Mesterskabsslutspil            |
| 3   | Skovbakken       | 14 | 7  | 5 | 2  | 22 | 20 | +2  | 26 | Mesterskabsslutspil            |
| 4   | KoldingQ         | 14 | 7  | 3 | 4  | 29 | 15 | +14 | 24 | Mesterskabsslutspil            |
| 5   | OB               | 14 | 5  | 3 | 6  | 29 | 18 | +11 | 18 | Mesterskabsslutspil            |
| 6   | Vejle            | 14 | 3  | 3 | 8  | 12 | 31 | −19 | 12 | Mesterskabsslutspil            |
| 7   | BSF              | 14 | 1  | 3 | 10 | 8  | 52 | −44 | 6  | Kvalifikationsrunde            |
| 8   | ASA Aarhus       | 14 | 0  | 1 | 13 | 6  | 58 | −52 | 1  | Kvalifikationsrunde            |

### Resultater
| Hjemme \ Ude Note 1 | ASA | BRO  | BSF | FOR  | KoQ | OB  | SKO | VEJ |
| ASA Aarhus          |     | 0–11 | 0–1 | 0–1  | 1–3 | 0–5 | 1–3 | 0–3 |
| Brøndby             | 9–0 |      | 6–0 | 1–1  | 1–2 | 2–0 | 8–0 | 3–1 |
| BSF                 | 1–1 | 0–7  |     | 0–10 | 1–6 | 2–2 | 0–1 | 1–1 |
| Fortuna Hjørring    | 8–0 | 2–2  | 3–0 |      | 2–1 | 2–1 | 2–0 | 5–0 |
| KoldingQ            | 4–1 | 0–2  | 3–0 | 0–2  |     | 4–0 | 1–3 | 0–0 |
| OB                  | 2–0 | 2–3  | 8–0 | 1–2  | 0–0 |     | 0–2 | 5–0 |
| Skovbakken          | 3–1 | 0–0  | 2–1 | 2–2  | 2–2 | 1–1 |     | 3–1 |
| Vejle               | 4–1 | 0–5  | 2–1 | 0–2  | 0–3 | 0–2 | 0–0 |     |

Opdateret til kampe spillet den 19. marts 2016.
Kilde: Soccerway
1 ^Hjemmeholdet er placeret i venstre kolonne.
Farver: Blå = hjemmesejr; Gul = uafgjort; Rød = udesejr.

## Slutspil

### Mesterskabsslutspil
Mesterskabsslutspillet blev spillet mellem de første seks hold fra grundspillet. De spiller mod hinanden to gange, og pointene fra grundspillet halveres og tilføjes til denne runde.